# جولیا کراژوسکی
جولیا کراژوسکی (انگلیسی: Julia Krajewski؛ زادهٔ ۲۲ اکتبر ۱۹۸۸) سوارکار اهل آلمان است.
وی در مسابقات کشوری و بین‌المللی در مجموع برندهٔ ۲ مدال نقره شده‌است.